# Fragaria cascadensis
Fragaria cascadensis, là tên khoa học của một loại dâu tây dại, mọc ở dãy núi Cascade thuộc bang Oregon. Loài này còn được gọi là "dâu dại Cascade" bởi nhà khoa học Kim Hummer - người đã tìm thấy nó vào năm 2012.
Các mẫu vật của F. cascadensis đã được đưa vào khu dự trữ, bảo tồn nguồn gen của các giống cây ở Corvallis, Oregon.

## Phạm vi
F. cascadensis được phát hiện dọc theo sườn tây của dãy Cascade thuộc bang Oregon, bắt đầu từ sông Columbia đến hồ Crater. Nó thường mọc ở những vùng đất sét có pha cát, hình thành từ sự phun trào của núi lửa, trong những khu trảng cỏ quang đãng hoặc các cánh rừng thưa.

## Mô tả
F. cascadensis là một cây thân thảo lâu năm, ưa đất cát. Hoa có màu trắng đặc trưng của chi Dâu tây, với lá nhỏ màu xanh. Tuy nhiên, một điểm khác biệt của F. cascadensis so với các loài dâu khác là có một lớp lông tơ ở mặt trên của lá, trong khi mặt dưới lại không có lông. F. cascadensis bắt đầu phát triển sau khi tuyết tan vào khoảng tháng 5 - 6, hoa nở vào tháng 7 và trái chín vào tháng 8 chỉ trong khoảng 2 tuần. Quả mọng khá nhỏ, có đường kính khoảng 1 cm, chi chít các hạt trên bề mặt (thực ra là quả bế); cùi thịt màu trắng, mềm, có vị chua ngọt nhưng không ngon.
F. cascadensis có 10 bộ nhiễm sắc thể, chứ không phải 8 như ở các loài dâu trồng trong thương mại. Theo Hummer, F. cascadensis có thể lai tạo với Fragaria × vescana, Fragaria iturupensis. để tạo ra những giống lai có thể kháng bệnh, hoặc cải thiện mùi vị và các đặc điểm khác của cây.